# Убийство Троцкого (фильм)
Эта статья — о фильме. Об исторических событиях см. статью Убийство Троцкого.
«Убийство Троцкого» (англ. The Assassination of Trotsky), иначе «Ледоруб» — кинофильм режиссёра Джозефа Лоузи, вышедший на экраны в 1972 году. Сценаристом выступил английский писатель Николас Мосли, который в 1966 году опубликовал роман «Убийцы», посвященный убийству Льва Троцкого.  

## Сюжет
В центре внимания режиссёра — последние несколько месяцев жизни Льва Троцкого в мексиканском изгнании и его трагическая гибель от руки Рамона Меркадера.

## В ролях
- Ален Делон — Рамон Меркадер
- Роми Шнайдер — Гита Сэмюэлс
- Ричард Бёртон — Лев Троцкий
- Валентина Кортезе — Наталья Седова, жена Троцкого
- Энрико Мария Салерно — Саласар
- Карлос Миранда — Шелдон Харт